# Rechtsvergelijking
Rechtsvergelijking is de studie van de overeenkomsten en verschillen tussen rechtssystemen in verschillende landen. In concreto houdt deze wetenschappelijke discipline zich bezig met het continentale recht (waaronder de Romaanse, Germaanse en Scandinavische rechtskringen), met de common law, de religieuze rechtsstelsels (inclusief de Halacha, het islamitisch recht, canoniek recht, hindoeïstisch recht) en Chinees recht. In twee- of meertalige landen bedoelt men met rechtsvergelijking soms ook de controle op de exacte gelijkwaardigheid van de versies van de wettekst in de verschillende talen, om interpretatieverschillen in de toekomst te vermijden. De rechtsvergelijking is zowel een gespecialiseerde tak van de rechtswetenschap die onder meer als master na master kan worden gevolgd, als een van de fundamentele juridische disciplines.

## Oorsprong en vormen van rechtsvergelijking
In de Westerse rechtsvergelijking beschouwt men vaak het boek Over de geest van de wetten van Montesquieu uit 1748 als het begin van de rechtsvergelijking. In een aantal passages vergeleek Montesquieu bijvoorbeeld het Engelse en Franse recht. Vóór Montesquieu vergeleken juristen als Hugo de Groot en Samuel von Pufendorf al rechtsstelsels. In de Russische rechtsgeschiedenis wordt de rechtsvergelijking al sinds de zestiende eeuw gebruikt. In de Griekse oudheid vergeleek Plato wetten in zijn Wetten, evenals Aristoteles in zijn Constitutie van Athene. 
Behalve rechtsvergelijking over de gehele breedte van het recht - privaatrecht (burgerlijk recht, arbeidsrecht, handelsrecht), publiekrecht (staatsrecht, strafrecht, procesrecht, fiscaal recht), rechtsgeschiedenis, enz. - kan men ook één rechtsdiscipline vergelijkend bestuderen. Steeds is het doel rechtsgebieden en/of rechtssystemen in grotere diepgang te bestuderen, ze zo mogelijk te verbeteren, en bij te dragen tot rechtsharmonisatie en unificering, zoals bij de Verenigde Naties en de Europese Unie. Zo kan men de mogelijkheden onderzoeken of een leerstuk of een rechtsfiguur van het ene land valt over te brengen naar een ander land (legal transplant). De rechtsvergelijking helpt bij het doorzien van de consequenties van een dergelijke operatie: zijn er ongewenste gevolgen, treedt er een onverwachte precedentwerking op? Rechtsvergelijking draagt met name bij aan de rechtssociologie door te onderzoeken hoe juridische problemen heel verschillend kunnen worden opgelost. Ook maakt rechtsvergelijking de soms zeer verschillende impact van wetgeving duidelijk: wat in het ene land of in een bepaalde samenleving een gunstig effect heeft, werkt in een ander land niet of negatief. Met name de per land sterk wisselende verhoudingen tussen de rechtspraak (speciaal de rol van de jurisprudentie), de wet en de rechtsleer is een dankbaar onderzoeksterrein.
Rechtsvergelijking draagt verder bij aan het internationaal privaatrecht en het volkenrecht. Vooral in het volkenrecht is goed te zien dat dit tot stand komt door overname van algemene rechtsbeginselen en rechtsfiguren uit verschillende rechtsstelsels.
Men kan rechtsvergelijking zowel op macroniveau uitvoeren, waarbij het gehele recht binnen een rechtsstelsel, een deeldiscipline of procedures worden bestudeerd, als op microniveau, waarbij het om specifieke juridische instellingen, problemen of rechtsregels gaat. In die gevallen is er sprake van respectievelijk macro- en micro-rechtsvergelijking.

## Rechtsfamilies
In de belangrijkste handboeken voor rechtsvergelijking worden rechtssystemen in verschillende families ingedeeld. Pierre Arminjon, Boris Nolde en Martin Wolff gingen in hun handboek Traité de droit comparé ervan uit dat men afzonderlijke rechtsstelsels eerst op zichzelf moet bestuderen, los van geografische factoren. Zij kwamen tot een indeling in zeven groepen of rechtsfamilies:
- de napoleontische groep, met landen die hetzij de Code Napoléon van 1804 in zijn geheel overnamen, die hetzij bewerkingen ervan invoerden, met name in een aantal Europese, Afrikaanse en Latijns-Amerikaanse landen
- de Germaanse groep, waarbinnen vooral het Duitse Bürgerliches Gesetzbuch een referentiepunt is
- de Scandinavische groep
- de Engelse groep, met landen als de Verenigde Staten van Amerika, Groot-Brittannië, Australië en Nieuw-Zeeland
- de Russische groep
- de islamitische groep
- de hindoeïstische groep

Zowel in Nederland en België was het Burgerlijk Wetboek een vorm van codificatie die terugging op de Franse Code civil, vaak Code Napoléon genoemd. In de rechtsvergelijking kan men de verschillen en overeenkomsten tussen deze rechtssystemen bestuderen.
De Franse jurist René David onderscheidde in zijn Traité élémentaire de droit civil comparé vijf families, met als onderscheidend criterium de achterliggende ideologie:
- Westers recht - met twee subgroepen, de continentale en de Anglo-Amerikaanse
- Sovjetrecht
- Islamitisch recht
- Hindoerecht
- Chinees recht

Volgens David is het onderscheid tussen de continentale (ook Romaans-Germaanse) en de Anglo-Amerikaanse rechtskring meer van technische dan ideologische aard. David zag de kapitalistische economie, de liberale democratie en de christelijke religie als de gemeenschappelijke eigenschappen binnen de Westerse rechtsfamilie.
Konrad Zweigert en Hein Kötz onderscheiden in hun Einführung in der Rechtsvergleichung (3e druk, Mohr 1996) zeven rechtskringen waarbij zij onderscheid maken op grond van de historische herkomst, kenmerkende rechtsinstituten en denkwijzen, de erkende rechtsbronnen en de achterliggende ideologie. Hun indeling is als volgt:
- de Romaanse rechtskring
- de Germaanse rechtskring
- de socialistische rechtskring
- de Anglo-Amerikaanse rechtskring
- de Noordse rechtskring
- de rechtsstelsels in het Verre Oosten (China en Japan)
- de religieuze rechtsstelsels (islamitisch en hindoeïstisch recht)

Het concept van rechtsfamilies heeft in de praktijk beperkingen. De metafoor van een boomstructuur als indeling van verwante rechtssystemen is een van de vormen waarmee onderzoekers trachten de verwantschappen ertussen in kaart te brengen.

## Enige literatuur
- (en)  Mauro Cappelletti, René David e.a. (red.), International encyclopedia of comparative law, 17 delen, Tübingen e.a.: International Association of Legal Science, 1974-2014.
- (de)  Konrad Zweigert en Hein Kötz, Einführung in der Rechtsvergleichung, 3e dr., Tübingen: Mohr, 1996.
- Conrad J.P. van Laer, Het nut van comparatieve begrippen, Een studie omtrent de toepassing van begrippen in de rechtsvergelijking, Antwerpen/Groningen: Intersentia, 1997, ISBN 90-5095-008-6.
- (fr)  René David, Les grands systèmes de droit contemporains, 11e dr., bewerkt door Camille Jauffret-Spinosi, Parijs: Dalloz, 2002.
- (en)  Esin Örücü en David Nelken (red.), Comparative law. A handbook, Oxford: Oxford University Press, 2007.
- (en)  Ugo Mattei e.a. (red.), Schlesinger's comparative law. Cases, text, materials. Londen: Foundation, 2009.
- Frits Gorlé, Walter de Bondt, Koen Lemmens e.a., Rechtsvergelijking, 2e studentenuitg., Mechelen: Wolters Kluwer, 2011.
- (en)  Jan M. Smits, Jaakko Husa, Catherine Valcke en Madalena Narciso (red.), Elgar encyclopedia of comparative law, 3e dr., 3 delen, Cheltenham, VK: Edward Elgar, 2023.
- (en)  H. Patrick Glenn, Legal traditions of the world. Sustainable diversity in law, 5e dr., Oxford: Oxford University Press, 2014. ISBN 9780199669837
- Danny Pieters en Bert Demarsin, Rechtsvergelijking. De uitdagende wereld van het recht, Leuven: Acco, 2018.
- (en)  Mathias Reiman en Reinhard Zimmermann (red.), The Oxford handbook of comparative law, 2e dr., Oxford: Oxford University Press, 2019.